# 吉隆坡第一中环公路
吉隆坡第一中环公路（简称MRR1）是环绕吉隆坡市中心的主要市区道路，也是马来西亚公共工程局（JKR）推行的《吉隆坡－八打灵再也交通扩散方案》的完成品。第一中环公路由敦拉萨路、苏丹依斯干达大道（玛哈美鲁大道）、白沙罗路、皇宫路和佑路组成，并由吉隆坡市政局监管维护。该中环公路在高峰期特为繁忙；以吉隆坡市中心而言，第一中环公路处于内环，而第二中环公路处于外环。